# 사토미 아카네
사토미 아카네(일본어: 里見 茜, 1989년 11월 24일 ~ )는 일본의 모델이다.